# Acalypha pigmaea
Acalypha pigmaea é uma espécie de flor do gênero Acalypha, pertencente à família Euphorbiaceae.